# Arquipélago de Sabana-Camagüey
O arquipélago de Sabana-Camagüey é um arquipélago marginal ao tramo centro-norte da costa atlântica da ilha de Cuba. Localiza-se em frente à costa norte das províncias de Matanzas, Villa Clara, Sancti Spíritus, Ciego de Ávila e Camagüey, limitando ao norte com o oceano Atlántico, especificamente pelo canal de Nicolás (segmento Sabana) e o canal Antiguo de Bahama (segmento de Camagüey).
O arquipélago desenvolve-se em direcção geral nordeste-sudoeste, e estende-se por 475 quilómetros, desde a península de Hicacos e Varadero à baía de Nuevitas. Todo o sistema compreende mais de 75.000 km², compondo-se de aproximadamente 2.517 cayos e ilhas. As ilhas ocidentais agrupam-se no arquipélago dos Jardins do Rei, e contém Cayo Coco, Cayo Guillermo e Cayo Romano, entre outros.
Os ecossistemas marinho e costeiro representados pelo arquipélago estão a ser objecto de projectos de conservação com o apoio do Fundo Mundial para o Ambiente e Environment Canada Os manguezais e bosques costeiros criam efectivamente uma zona de amortização entre a costa agrícola e o sensível meio ambiente marinho. O ecossistema Sabana-Camagüey compreende a Reserva da Biosfera Baía de Boa Vista, o Parque Nacional Caguanes, assim como as zonas húmidas do norte da província de Ciego de Ávila. Encontram-se nesta zona um total de 35 espaços protegidos.

## Lista dos cayos

### Secção Sabana
- Cayos de Piedra
- Cayo Cruz del Padre
- Cayo Blanco
- Cayo Cinco Leguas
- Cayo Inglés
- Cayo Falcones
- Cayo Megano
- Cayo Blanquizal
- Cayo Sotaviento
- Cayo Verde
- Cayo Hicacal
- Cayo La Vela
- Cayos de Pajonal
- Cayo Fragoso

### Sección Camagüey
- Cayo Francés
- Cayo Santa María
- Cayo Caiman Grande
- Jardins do Rei
  - Cayo Guillermo
  - Cayo Coco
  - Cayo Judas
  - Cayo Romano
  - Cayo Paredon Grande
  - Cayo Megano Grande
  - Cayo Eusebio
  - Cayo Cruz
  - Cayo Guajaba
  - Cayo Sabinal